# متیو جان هلمز
متیو جان هلمز (انگلیسی: Matt Holmes; ۲۹ ژوئن ۱۹۶۷ – ۲ اکتبر ۲۰۲۱) فرد نظامی اهل بریتانیا بود. وی همچنین برندهٔ جوایزی همچون نشان امپراتوری بریتانیا شده‌است.